# Tuffé Val de la Chéronne
Tuffé Val de la Chéronne ist eine französische Gemeinde mit 1.669 Einwohnern (Stand: 1. Januar 2022) im Département Sarthe in der Region Pays de la Loire. Tuffé Val de la Chéronne gehört zum Arrondissement Mamers und ist Mitglied Gemeindeverband Communauté de communes du Pays de l’Huisne Sarthoise.
Sie entstand mit Wirkung vom 1. Januar 2016 als Commune nouvelle durch Zusammenlegung der bis dahin selbstständigen Gemeinden Tuffé und Saint-Hilaire-le-Lierru, die fortan den Status von Communes déléguées besitzen. Der Verwaltungssitz befindet sich in Tuffé.

## Gemeindegliederung

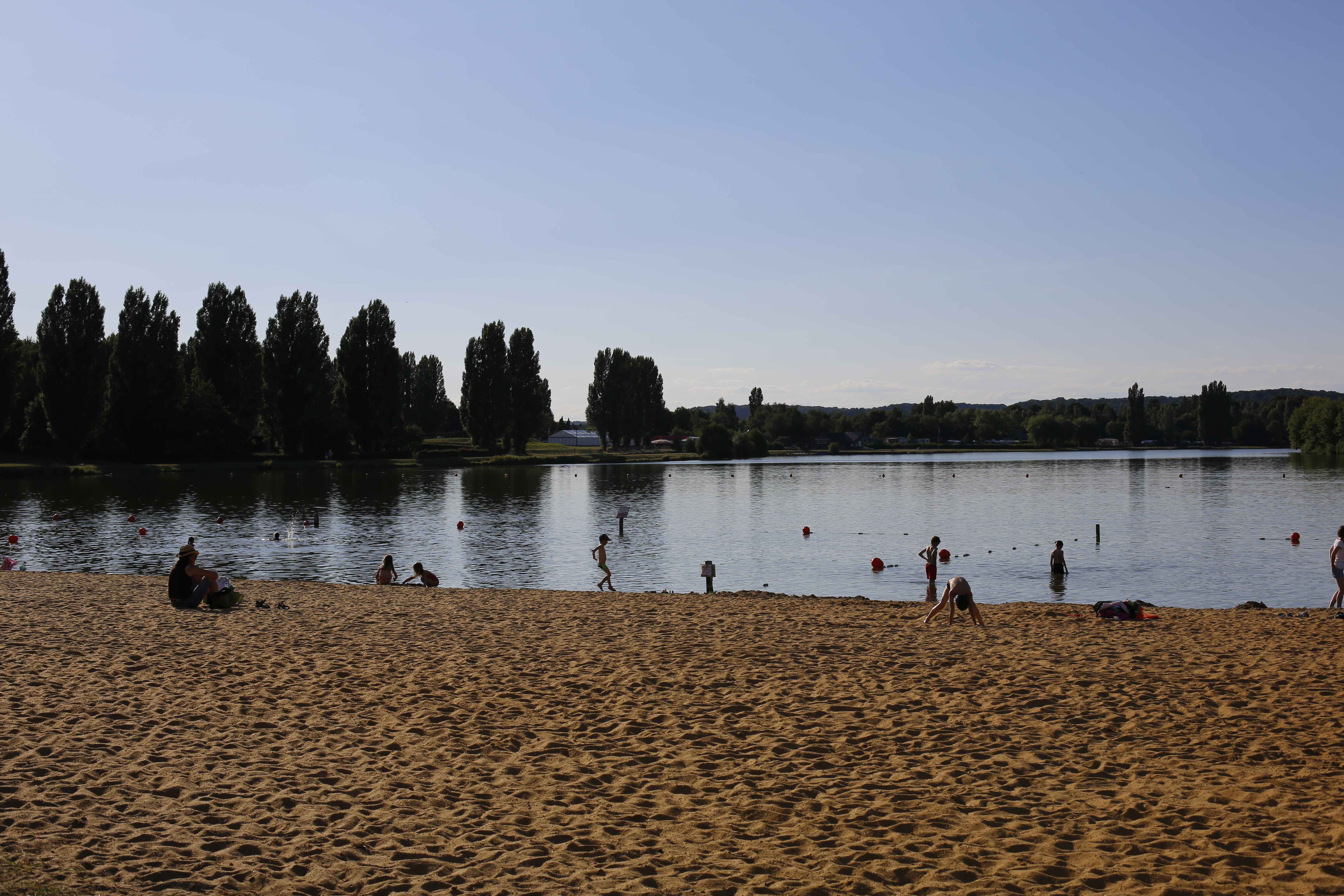
Strand an der gestauten Chéronne

| Commune déléguée          | ehemaliger INSEE-Code | Fläche (km²) | Einwohnerzahl (2020) |
| ------------------------- | --------------------- | ------------ | -------------------- |
| Tuffé (Verwaltungssitz)00 | 72363                 | 24,66        | 1536                 |
| Saint-Hilaire-le-Lierru   | 72288                 | 04,50        | .0132                |

## Geografie
Tuffé Val de la Chéronne liegt etwa 27 Kilometer ostnordöstlich von Le Mans in der Région naturelle der Perche und in der ehemaligen Provinz Maine. Sie befindet sich beiderseits des Flüsschens Chéronne, einem Zufluss der Huisne, das auf dem Gemeindegebiet zu einem kleinen und einem großen See gestaut wird. Die Jousse mündet südlich des größeren Stausees in die Chéronne. Weitere Fließgewässer sind der Ruisseau de Beillé und die Vimelle, die ebenfalls das Gemeindegebiet von Nord nach Süd durchqueren und weiter südlich in die Huisne münden.
Umgeben wird Tuffé Val de la Chéronne von den acht Nachbargemeinden:
| Prévelles              | Saint-Denis-des-Coudrais                    | La Bosse Boëssé-le-Sec |
| La Chapelle-Saint-Rémy | Kompassrose, die auf Nachbargemeinden zeigt |                        |
|                        | Beillé Vouvray-sur-Huisne                   | Sceaux-sur-Huisne      |

## Sehenswürdigkeiten
Tuffé
- Romanische Pfarrkirche Saint-Pierre-et-Saint-Paul mit Umgestaltungen im 15. und 16. Jahrhundert
- Ehemalige Priorei, genannt „Abtei Notre-Dame“
- Schloss La Chéronne, heute Vermietung von Ferienwohnungen (gîtes), errichtet im 16. Jahrhundert, Wohngebäude mit Eingangstor seit 1991 als Monument historique eingeschrieben

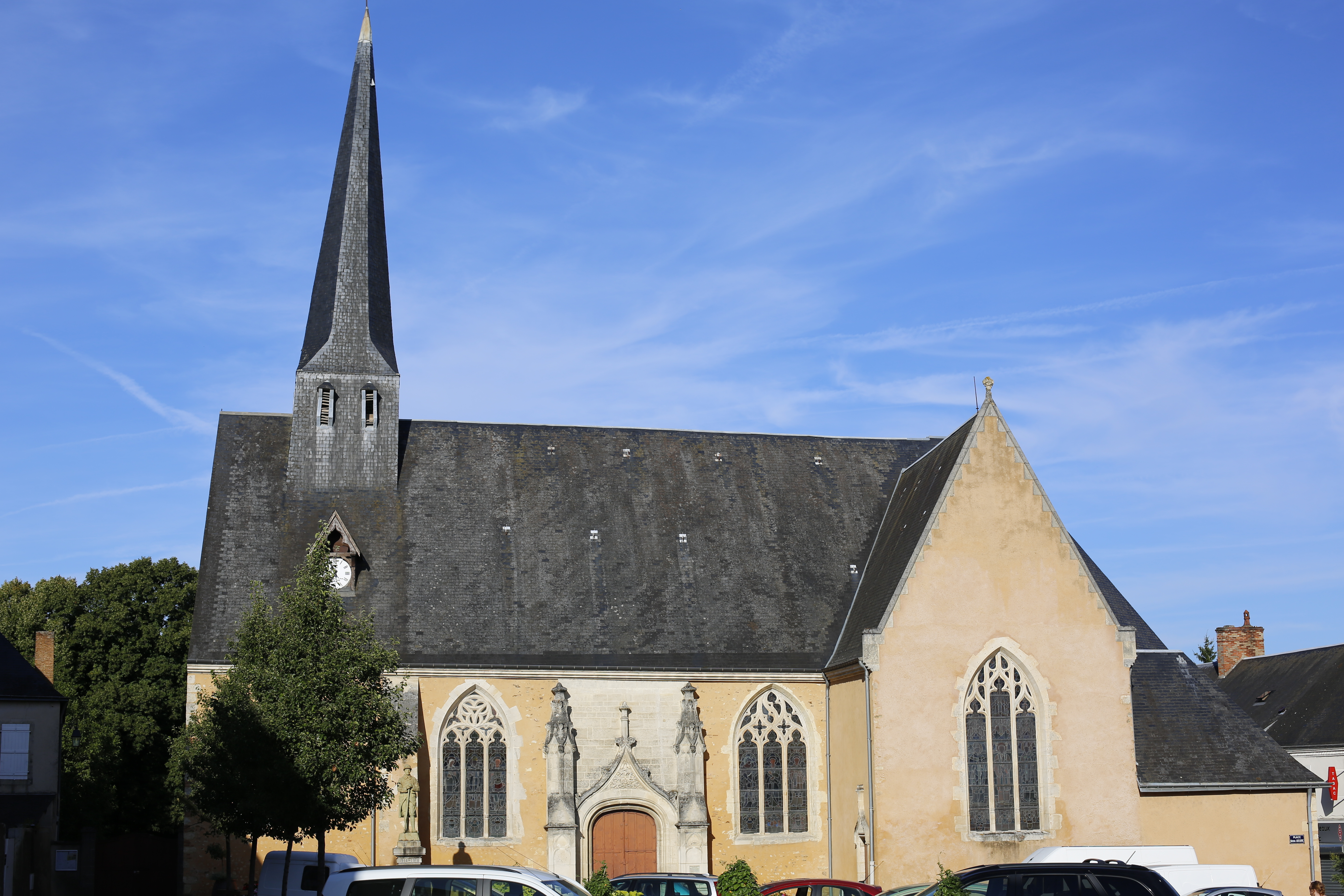
Pfarrkirche Saint-Pierre-et-Saint-Paul
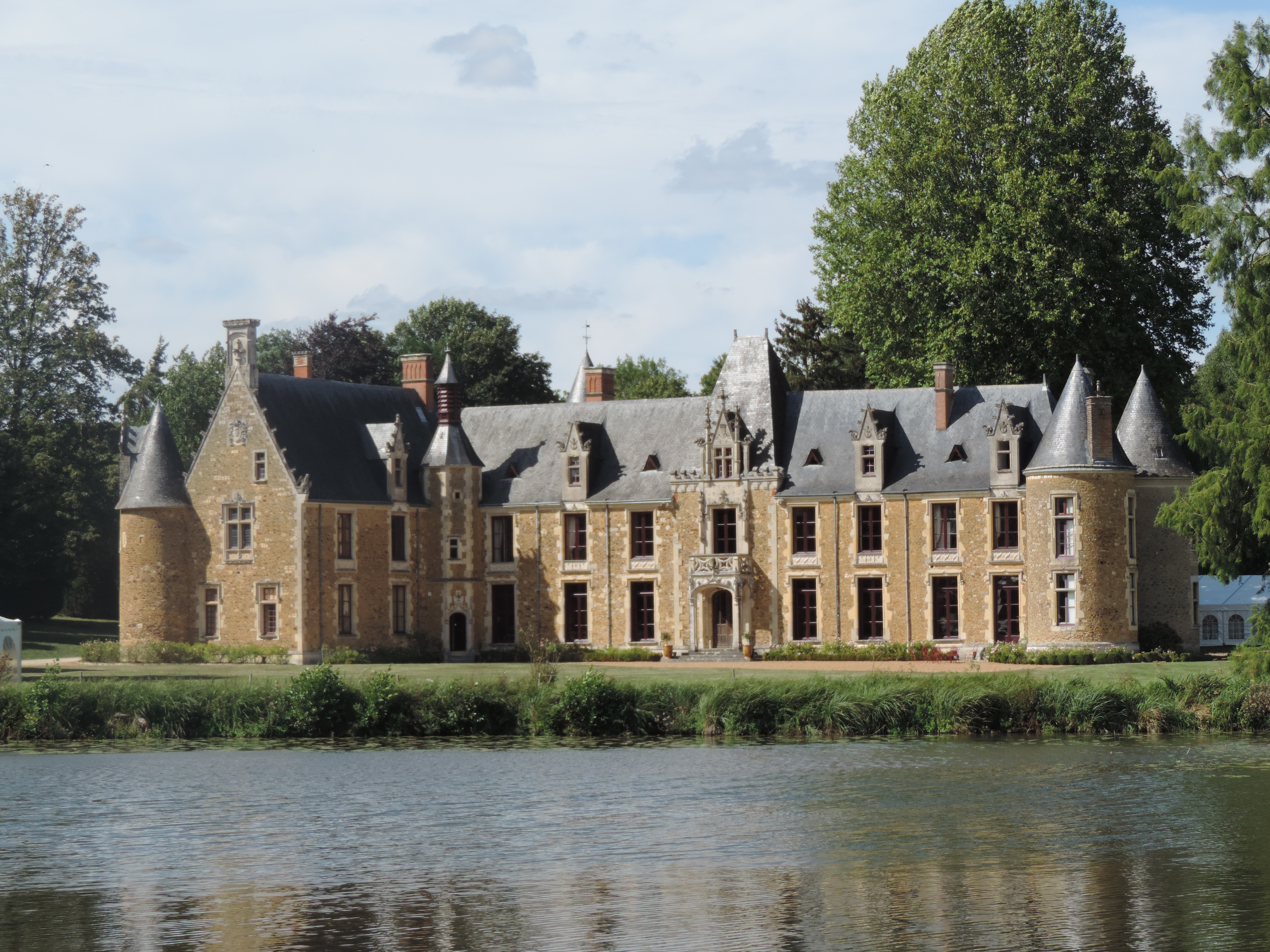
Schloss La Chéronne

Saint-Hilaire-le-Lierru

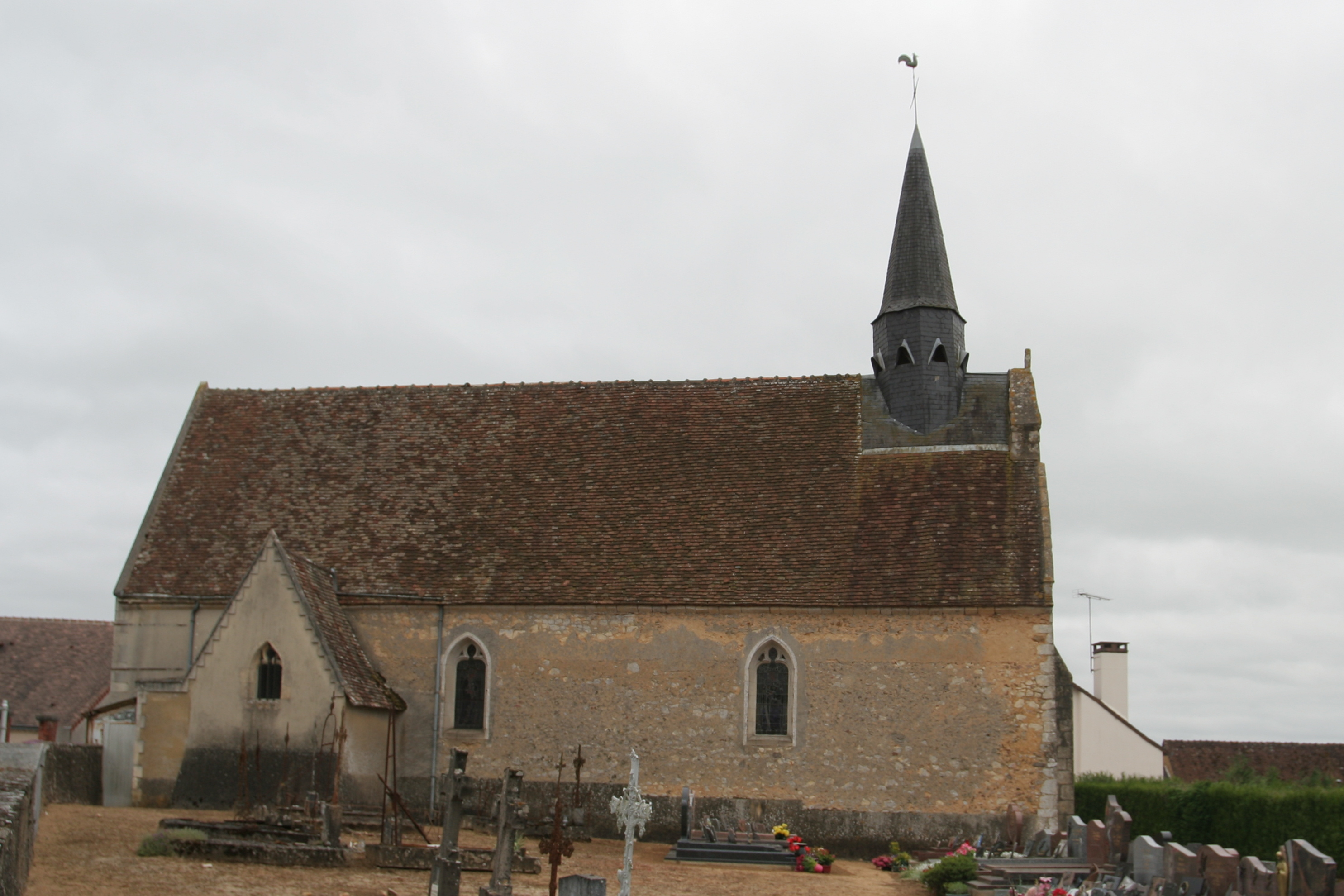
Pfarrkirche Saint-Hilaire

- Pfarrkirche Saint-Hilaire, im 11. Jahrhundert erstmals erwähnt
- Herrenhaus La Cour, 1524 bis 1557 erbaut
- Herrenhaus Le Cœur aus dem 16. Jahrhundert

## Bildung
Die Gemeinde verfügt über eine öffentliche Vor- und Grundschule (École primaire).

## Verkehr
Die Autoroute A 11 „L’Océane“, die Paris über die Autoroute A 10 mit Nantes verbindet, durchquert das Gebiet der Gemeinde von Ost nach West ohne Anschlussstelle. Die wichtigsten lokalen Straßenverbindungen sind die Departementsstraßen 19, 29 und 33, die das Zentrum der Gemeinde mit den Nachbargemeinden Prévelles im Norden sowie Vouvray-sur-Huisne bzw. Beillé im Süden verbinden.

## Gemeindepartnerschaften
Mit den britischen Gemeinden Allington und Sedgebrook, beide in Lincolnshire (England), bestehen Partnerschaften.